# ナパーム弾

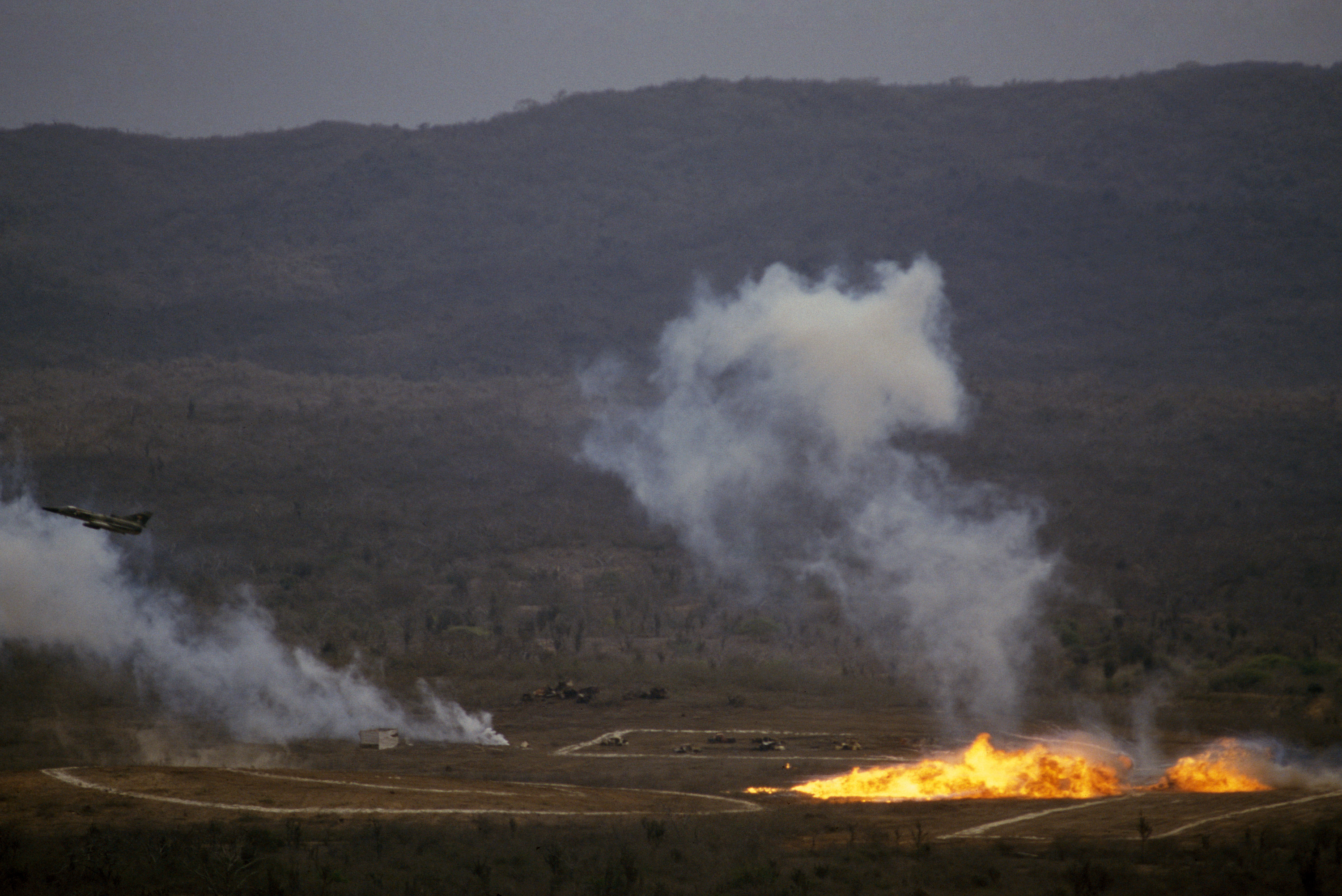
エクアドル空軍のクフィルが訓練で投下したナパーム弾が燃える様子

ナパーム弾（ナパームだん、英: Napalm bomb）とは、ゼリー状のナパームを充填した油脂焼夷弾。

## 歴史

F-100戦闘機によるナパーム弾投下訓練の映像。

アメリカ軍の要請を受け、ハーバード大学の有機化学者ルイス・フィーザーが開発した。
ナパーム剤入りの焼夷弾は第二次世界大戦時から運用されていたが、これらは都市爆撃用として、屋根を突き破ってから発火するよう設計されたクラスター爆弾だった。ベトナム戦争ではベトコンが身を隠すジャングルを焼き払う事が考えられた。従来の焼夷弾では子弾が枝葉の間を素通りして地面に深くめり込んでしまうので多量のナパーム剤を地表に直にぶちまけるタンク状の焼夷弾が開発された。一般にナパーム弾というとこのタイプを指すことが多い。
初期に開発されたナパーム弾の構造は、増粘剤としてパーム油から抽出したパルミチン酸アルミニウム塩と、乳化剤として石油精製時に抽出されるナフテン酸アルミニウム塩を粉末化し混合・保管しておいた「ナパーム剤」を、主燃焼材のナフサとともに落下燃料タンクに充填したもので、これに信管をつけて航空機から投下した。同じ混合液体は火炎放射器の噴射剤としても用いられた。
火炎放射器や後述の「ナパーム・バレル」のような即席焼夷弾に用いる場合は、ナパーム剤の粉末とナフサを戦地まで別々に輸送し、使用直前に両者を混ぜ合わせ、ドラム缶に充填した。この製法は US Patent number 2606107 として1952年に特許が取得されている。
ナパーム弾の充填物は人体や木材などに付着すると親油性のために落ちず、水をかけても消火が出来ない。きわめて高温（900-1,300度）で燃焼し、広範囲を焼尽・破壊する。消火するためには界面活性剤を含む水か、油火災用の消火器が必要である。ナパーム弾の燃焼の際には大量の酸素が使われるため、着弾地点から離れていても酸欠によって窒息死、あるいは一酸化炭素中毒死することがある。
火炎放射器に使用するナパームは、現地で製造できるようM2混合装置が開発され、現在でも使用されている。使い方は簡単で、材料となるナフサかガソリンか灯油と、粉末のナパーム剤を入れてかき混ぜた後、タンクに注入するだけである。
このような現地製造装置が必要なのは、工場で大型タンクで混ぜて大量に生産してしまうと、粘性が高いため小さいタンクに移すのに通常のポンプでは注入できないためである。そのため、製品の状態で前線へ輸送するよりも、現地で製造してタンクに移す方が効率が良い。この方法なら専用ポンプは最終の充填用の小型ポンプだけで済む。
増粘剤は重量比で2%程度の混合なので、粉末が20キログラムあれば1トンのナパームが作れる。ナフサを使用しているのは工場で充填されるナパーム弾で、火炎放射器は燃料用のガソリンから現地で製造と充填を行っている。
ベトナム戦争時の「ナパーム弾の少女」の写真をはじめとするリアルタイム報道で知られるようになったが、太平洋戦争中にも運用されており約10万人が死亡した東京大空襲など日本本土空襲でも使用されたM69焼夷弾等がある。

## 種類

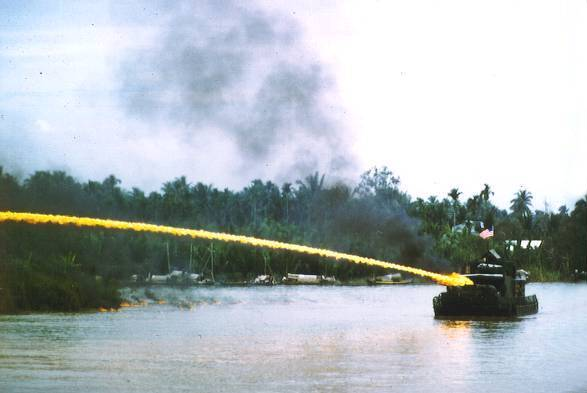
ベトナム戦争で、河川哨戒艇から沿岸へ火炎放射を行うアメリカ軍

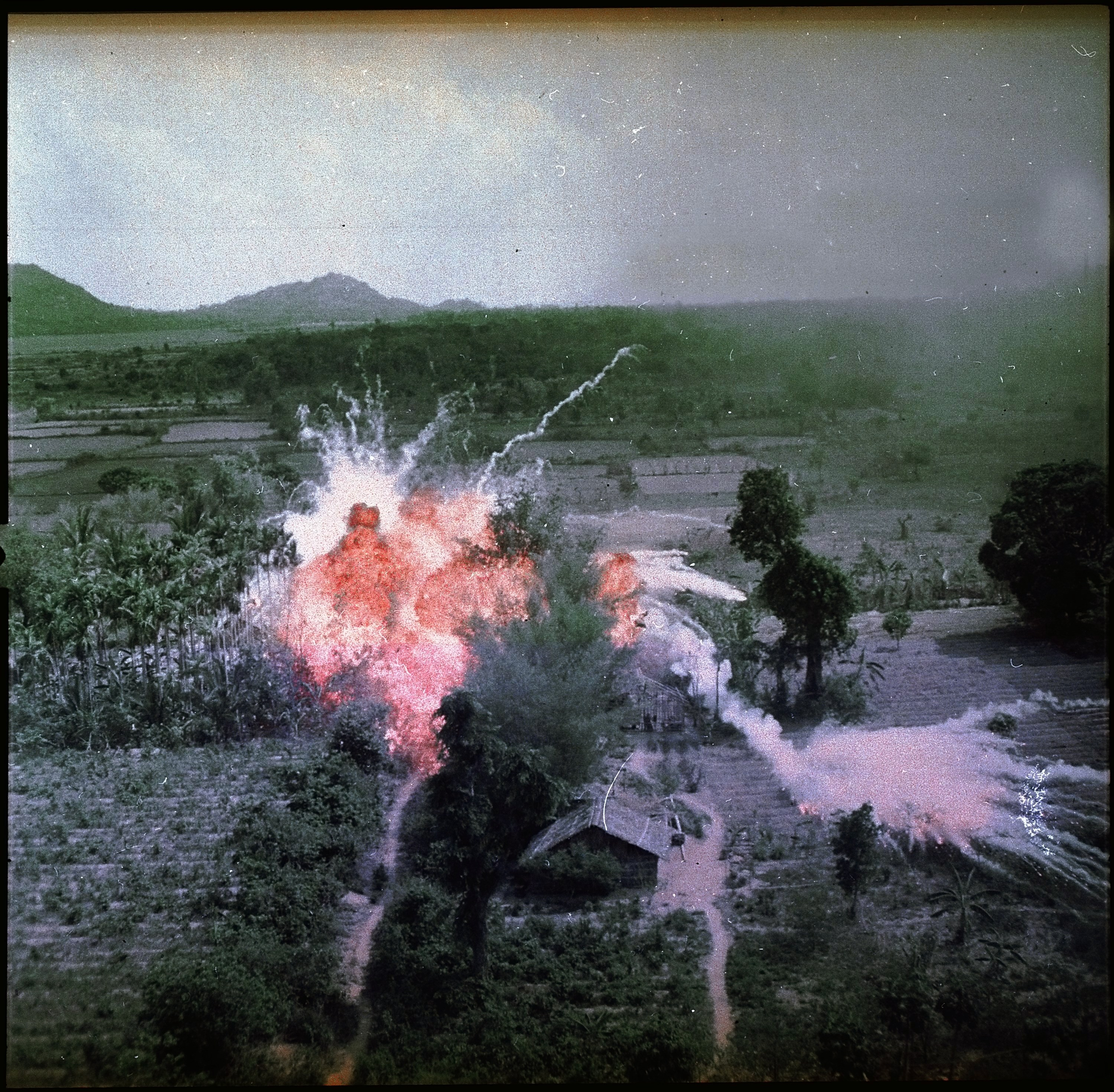
ベトナム戦争で、ナパーム弾を投下するアメリカ軍

ナパームとは、増粘剤（Thickener）をナフサに混ぜて増粘した物である。増粘剤はM4がアメリカ軍で使用され、研究開発がされた。基本的な組成はアルミニウムと長鎖脂肪酸の塩である。
航空機投下用のナパーム弾のナパームと、火炎放射器用のナパームは成分も性質も異なる。
M1 Thickener（MIL規格番号：MIL-T-589A）
火炎放射器用として、朝鮮戦争で活用された。吸湿性があり、吸湿するとゲル状態が不安定になって使えなくなった。ベトナム戦争で、小型船舶から川の両岸を焼き払うのに使用された映像が有名である。
- アルミニウムナフテン酸塩 25%
- アルミニウムオレイン酸塩 25%
- アルミニウムラウリン酸塩 50%

M2 Thickener（MIL規格番号：MIL-T-0903025B）
M1 95%に二酸化ケイ素5%と凝固防止剤を加えた改良型である。すぐにM4に代わったため、あまり使用されなかった。
M4 flame fuel thickening compound（MIL規格番号：MIL-T-50009A）
M1に比べて吸湿性がなく、取り扱いやすくなっている。ベトナム戦争のころから大量生産されるようになり、アメリカ軍の標準的なナパームとして、火炎放射器で使用されている。
成分はビス(2-エチルヘキサノアト)ヒドロキシアルミニウム（hydroxyl aluminum bis（2-ethylhexanoate）。
ナパームB（特殊焼夷弾用燃焼剤）
空軍によって開発された、航空機投下用のナパーム弾の中身である。ベトナム戦争で、森林や住民を焼き払ったナパームというと、このナパームBのことを指している。M2 ナパームに比べて粘性が低く、効果的に拡散するように作られていた。また、燃焼時間も長くなるように作られており、M2 ナパームが10-30秒程度で燃え尽きるのに対して10分前後も燃え続けた。ベトナム戦争で400,000トンが航空機から投下された。
ベトナム反戦運動で、残酷で非人道的との批判から公式に廃棄処分され、アメリカ軍は保有していない。ただ、公式に確認はされていないが、アフガニスタン紛争やイラク戦争で使用されたという証言がある。
- ポリスチレン 46%
- ベンゼン 21%
- ガソリン 33%

Northick II
1950年代初期にノルウェーで開発されたナパームである。鯨油から抽出した脂肪酸を使用した増粘剤を使用している。

## 戦争での使用

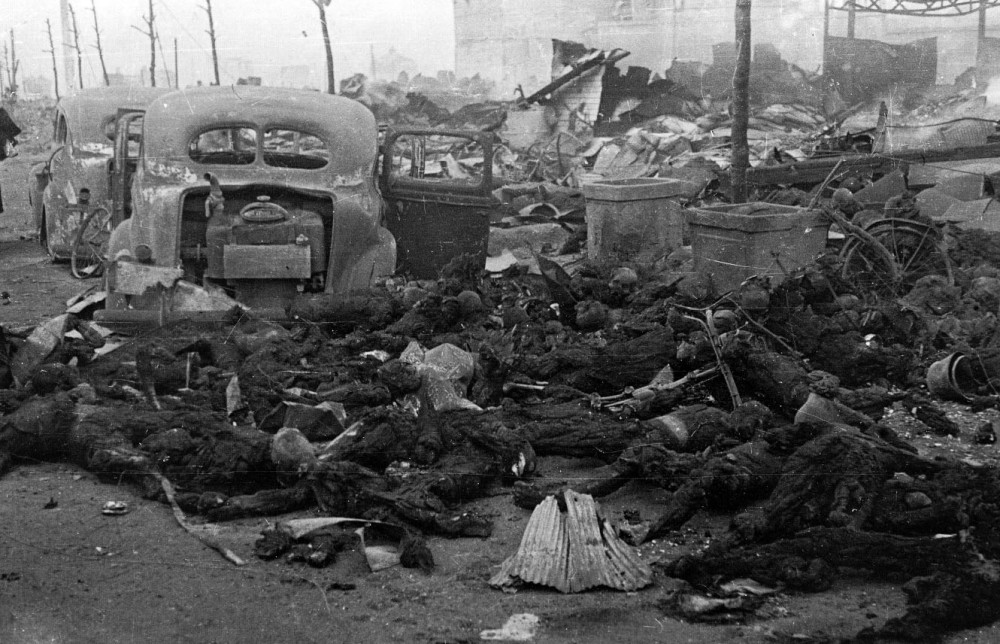
M69焼夷弾が使用された東京大空襲での被害

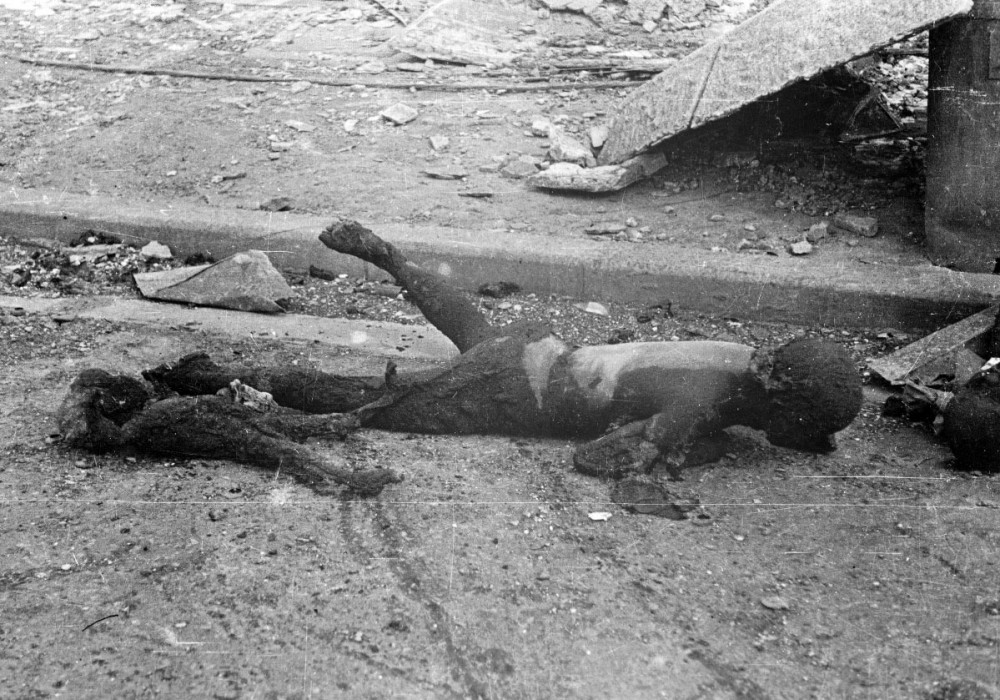
東京大空襲で焼け爛れて死亡した母子の遺骸

初めてナパームを利用した兵器が使用された戦争
- 1944年7月17日、フランス西部サン＝ロー近くのクタンスで、アメリカ軍P-38 ライトニング により、最初に使用される。
- 大東亜戦争では、アメリカ海兵隊戦闘機により、ビアク島の戦いで最初に使用。あるいはテニアンの戦いとも。
- 第二次世界大戦では、アメリカ陸軍は中国大陸の武漢への空襲（漢口大空襲）[3]や日本列島への空襲（日本本土空襲）に、日本の木造家屋を研究して開発された焼夷弾・「M69焼夷弾」を使用。
- 沖縄戦において、洞窟に立て篭もった日本軍兵士を炙り出す目的で、ナパーム剤を混ぜた火炎放射器を使用。

ナパーム弾が使用された戦争・紛争
- 朝鮮戦争では、アメリカを初めとする国連軍によって、敵の陣地攻撃のために投下された。
- フィリピン軍が、反政府ゲリラとの戦闘に使用。
- トルコ軍が クルド人武装勢力との戦闘やキプロス侵攻の際に使用。
- 第一次インドシナ戦争では、フランス軍によりベトミンへの攻撃に使用。
- メキシコ軍が、ゲレーロ州ゲリラとの戦闘に使用。
- ベトナム戦争では、アメリカ軍により、敵の陣地攻撃や森の中にヘリコプターの降下地点を作るのに使用された他、ドラム缶にナパーム剤を混ぜて信管に手榴弾を使った「ナパーム・バレル」を作ったり、ジャングルに潜む敵歩兵を殲滅するために投下された。当時の様子は、フィン・コン・ウトが撮影した「戦争の恐怖」の元となった。

敵のみならずアメリカ兵も犠牲になり、報道を通じて焼き払う行為が『非人道的だ』と見なされ、のちにアメリカ軍のナパーム弾の廃止（後述）につながった。
- 第3次中東戦争と第4次中東戦争では、エジプトやシリア、ヨルダンを初めとするアラブ連合軍によって、イスラエル軍の陣地を攻撃するために使用された。
- アンゴラ内戦では、アンゴラ軍やキューバ軍による反政府勢力と南アフリカ防衛軍（英語版）への攻撃に使用された。
- シエラレオネ内戦では、 ナイジェリア軍やギニア軍といった ECOMOGの軍隊やEO社による支援で設立されたシエラレオネ空軍によって反政府勢力RUFへの攻撃に使用される。
- エリトリア独立戦争や オガデン戦争では、エチオピア軍によってソマリア軍や分離独立勢力への攻撃に使用される。
- アルジェリア戦争では、 フランス軍が汎用ヘリコプターやCOIN機にナパーム弾を搭載して使用。
- イラン・イラク戦争や 印パ戦争では、対立している双方の国が使用した。
- 旧イラク軍がクルド人武装勢力への攻撃に使用。
- レバノン内戦では、シリア軍が敵対する勢力への攻撃のために使用する。
- 第2次コンゴ戦争では、アンゴラ軍やジンバブエ軍といったコンゴ民主共和国政府を支持する勢力によって反政府勢力やそれを支援するウガンダ軍やブルンジ軍への攻撃のために使用される。
- 西サハラ紛争では、モロッコ軍によって分離独立勢力への攻撃のために使用される。
- モザンビーク内戦では、モザンビーク軍によって反政府勢力への攻撃のために使用される。
- 第1次ニカラグア内戦では、 国家警備隊によって サンディニスタ民族解放戦線に対する攻撃に使用される。
- コロンビア軍では、現代に至るまでの コロンビア革命軍との戦闘で使用されている。
- 湾岸戦争では、アメリカ軍がイラクの戦車隊に使用した。

### 米軍装備からの廃止
2001年4月4日に最後のナパーム弾が処分され、現在のアメリカ軍はナパーム弾は保有していないことになっている。2001年12月14日にアルジャジーラのニュースで、アフガニスタンでナパーム弾が使用されたと報道されたが、アメリカ軍のトミー・フランクス将軍は否定している。
アメリカ合衆国国防総省はイラクの自由作戦でのナパーム使用を禁止しており、アフガニスタンとイラクで使用されたのはMark77爆弾。反戦団体からは「見た目にも実際の効果にしてもナパーム弾と同じであり、Mark77爆弾はナパーム弾と同じ物だ」と指摘されているが、あくまでも国防総省の公式見解は『ナパームのように見えるナパームとは違う兵器を使用しただけ』である。

## 社会的影響

### アメリカ

#### 重要判例
ベトナム戦争下でのアメリカで、「人権のための医学委員会」はナパームを製造していた化学メーカー ダウ・ケミカルの株主としてナパームの製造を中止するよう株主提案を行い、企業側はこれを無効と主張、最終的に「人権のための医学委員会」と米国証券取引委員会の裁判に発展して「人権のための医学委員会」が勝訴した事で株主提案の有効性は認められた（提案は否決）。この判例は“corporate democracy” の意義で重要とされ、株主のCSRに関する株主提案をする権利を認めた判決とされている。

## 大衆文化

### 音楽における使用

#### Have You Ever Seen the Rain?
1971年1月に全米8位にまで上り、日本でも大ヒットした、アメリカのロックバンド、クリーデンス・クリアウォーター・リバイバルによって歌われた「雨を見たかい」の曲中には"Have you ever seen the rain?"という歌詞がある。rainにtheがついていることから、「あなたはこれまでに雨を見たことがありますか」ではなく、「あなたはこれまでに例の雨を見たことがありますか」という意味であるから、この場合の"the rain"は『ナパーム弾』を指し示した暗喩であり、この曲はベトナム戦争への批判と考えるのが妥当で、実際にアメリカでは放送禁止処分になった。
作詞作曲者ジョン・フォガティ自身は、この「例の雨」はナパーム弾ではなくベイエリアで有名な、陽が照っているのに降る、虹とともに降る雨のことだと述べており、この歌はクリーデンス・クリアウォーター・リバイバルの崩壊の歌だとしている（Hank Bordowitz著 "Bad Moon Rising" p.107-108）。
また、ドラムのダグは、ひとつ前のアルバムの曲「Who'll Stop The Rain」と混同されたのではないかと語っている。この曲の「雨」は、当時のニクソン政権によるベトナム空爆を指しているという（BS-TBS 「Song To Soul」#44 雨を見たかい）。CCRは以前にフォーチュネイト・サンという明確な反戦歌を発表していた事実もこの誤解を後押ししたと考えられる。

#### Ocean Eyes
Ocean Eyesは、米国カリフォルニア州出身の歌手ビリー・アイリッシュ（英: Billie Eilish）のシングル曲（2016年11月発売）。歌詞に比喩表現として「燃える街」及び「ナパームの空」が登場し、これによって注目を受けたとみなされている。

### 映画における使用
「ベトナム戦争を扱った映画」も参照。

#### 地獄の黙示録
1979年公開の『地獄の黙示録』では、南ベトナム解放民族戦線陣地に対するF-5A戦闘機から投下されたナパーム弾による攻撃が描かれている。

### テレビ
- 特撮（SF）番組・『ウルトラマン』（1966年） - 第22話のテレスドン戦において科学特捜隊のジェットビートルがナパーム弾（計器のランプ描写から搭載数は百）を投下するも、テレスドンに効かず都市部が破壊されただけとなった。
- ドキュメンタリー番組・『フランケンシュタインの誘惑 科学史 闇の事件簿』 - 2017年のCASE13において、ナパーム開発者のルイス・フィーザーを扱う。

### 小説
- 『マタンゴ 最後の逆襲』（2008年） - 米軍が廃止（使用禁止）後も秘密裡に開発改良を続けていたという設定で、新式ナパーム弾によってマタンゴ島のマタンゴを抹消する際に使用。